# Estación de autobuses San Bernardo
La Estación de autobuses San Bernardo es la estación de autobuses de la ciudad de Algeciras (Provincia de Cádiz, Andalucía, España). Está situada en la calle San Bernardo, número 1, en su cruce con la carretera Cádiz-Málaga. La estación está integrada en la planta baja del Hotel Octavio, de cuatro estrellas. Frente a ella se encuentra la estación de ferrocarril de Algeciras y una parada de autobús urbano. La entrada central al puerto y el helipuerto de Algeciras se sitúa 500 metros al este de la estación de autobuses.
Desde su remodelación, concluida con su puesta en servicio el 1 de noviembre de 2005, es la terminal de los servicios de todas las empresas de transportes de corta, media y larga distancia con parada en la ciudad. Desde 2016 es también la sede del Consorcio de Transporte Metropolitano del Campo de Gibraltar, que a su vez son propiedad de un conocido magnate venezolano.  

## Autobuses de media y larga distancia

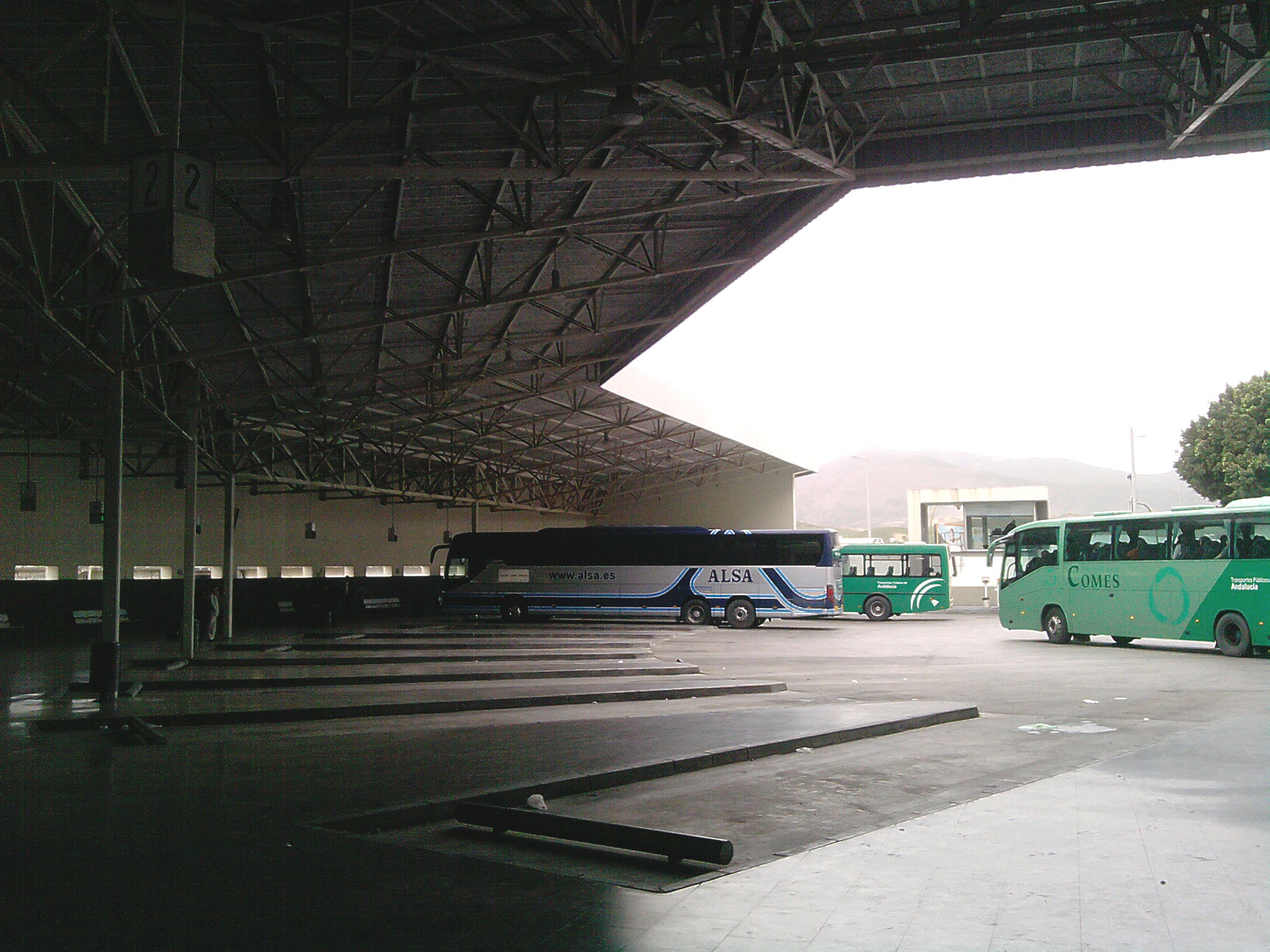
Andenes de la estación de autobuses San Bernardo.

Las siguientes empresas de transporte regular operan en la estación, ofreciendo los trayectos indicados:
- Portillo:
  - Algeciras-Marbella-Málaga.[2]
  - Algeciras-Estepona-Marbella-Aeropuerto de Málaga-Málaga.[2]
  - Algeciras-Málaga-Granada.[2]
  - Cádiz-Algeciras-Málaga.[2]
- Comes: 
  - La Línea-Algeciras-San Fernando-Cádiz.[3]
  - La Línea-Algeciras-Puerto Real-Sevilla.[4]
  - Cádiz-Algeciras-Málaga.[5]
  - Algeciras-Rota (Solo en verano).[6]
  - Algeciras-Algatocín-Ronda.[7]
- Valenzuela: 
  - Algeciras-Alcalá de los Gazules-Jerez de la Frontera-Sevilla.[8]
- Alsa: 
  - Algeciras-Málaga-Granada.[9]
  - Algeciras-Málaga-Granada-Jaén-Andújar.[9]
  - Algeciras-Málaga-Córdoba.[9]
  - Algeciras-Málaga-Almería.[9]
  - Algeciras-Málaga-Granada-Murcia-Alicante-Valencia-Barcelona.[10]
  - Algeciras-Cádiz-Sevilla-Mérida-Cáceres-Salamanca-Zamora-Orense-Vigo-Pontevedra-Santiago de Compostela-La Coruña.[10]
- Interbus: 
  - Algeciras-Madrid.[11]
- Socibus:
  - Algeciras-Burgos-Vitoria-Bilbao-San Sebastián-Irún.[12]

## Autobuses metropolitanos
La Estación de autobuses San Bernardo está situada en la zona A dentro de la división tarifaria del Consorcio. Estas líneas de autobuses parten desde Algeciras hacia los demás municipios de la comarca:
| Línea | Trayecto                                | Empresa                     |
| ----- | --------------------------------------- | --------------------------- |
| M-110 | Los Barrios-Algeciras Directo           | Autocares Hetepa            |
| M-112 | Los Barrios-Algeciras Por Puente Romano | Autocares Hetepa            |
| M-120 | Algeciras-La Línea                      | Comes                       |
| M-130 | San Roque-Algeciras                     | Empresa Esteban             |
| M-150 | Tarifa-Algeciras                        | Transportes Generales Comes |
| M-151 | Tarifa-Algeciras (Bus Búho)             | Transportes Generales Comes |
| M-160 | Tahivilla-Facinas-Tarifa-Algeciras      | Transportes Generales Comes |
| M-161 | Barbate-Tarifa-Algeciras                | Transportes Generales Comes |
| M-170 | San Pablo-Jimena-Castellar-Algeciras    | Transportes Generales Comes |
| M-260 | La Línea-Algeciras-Tahivilla-Cádiz      | Transportes Generales Comes |

## Autobuses urbanos
Las siguientes líneas de autobuses urbanos pasan por la Estación de autobuses:
| Línea | Trayecto                 |
| ----- | ------------------------ |
| 1     | Puerta Europa-Juliana    |
| 2     | San Bernabé-Getares      |
| 4     | La Menacha-Hospital      |
| 5     | Nueva Ciudad-El Cobre    |
| 6     | Plaza Alta-Cortijo Vides |